# Tadao Kobayashi
Tadao Kobayashi (小林 忠生, Kobayashi Tadao, né le 7 juillet 1930 dans la préfecture de Kanagawa au Japon) est un footballeur japonais.